# 영덕중학교 (경북)
영덕중학교(盈德中學校)는 대한민국 경상북도 영덕군 영덕읍 화개리에 있는 공립 중학교이다.

## 학교 연혁
- 1936년 6월 8일 : 영덕공립농업실수학교 설립 인가
- 1946년 8월 27일 : 영덕공립초급중학교 승격 인가
- 1951년 9월 1일 : 학칙 변경 영덕중학교 설립인가
- 1969년 2월 28일 : 영덕중학교 지품분교 인가
- 1971년 1월 29일 : 지품분교 독립 인가
- 1995년 3월 1일 : 영덕중학교 달산분교 지정
- 2001년 3월 2일 : 영덕중 달산분교장 본교로 통합
- 2020년 3월 1일 : 연구학교(통일교육) 지정[2020.03.01.~2022.02.28.]
- 2023년 2월 8일 : 제87회 61명 졸업(총 11,559명)
- 2023년 3월 2일 : 2023학년도 입학식(45명)
- 2024년 3월 1일 : 제31대 손동주 교장 취임

## 참고 자료
- 영덕중학교 - 한국교육학술정보원 학교알리미